# کارل فرنتسل
کارل فرنتسل (به آلمانی: Karl Frenzel) (زاده ۲۰ اوت ۱۹۱۱- مرگ ۲ سپتامبر ۱۹۹۶) یک نظامی آلمانی در دوره رایش سوم و رئیس بخش اردوگاه‌های کار اجباری در اردوگاه مرگ سوبیبور بود. وی در ۲۲ مارس ۱۹۶۲ دستگیر شد و در ۲۰ دسامبر ۱۹۶۶ به حبس ابد محکوم شد ولی در سال ۱۹۸۲ آزاد شد و در ۲ سپتامبر ۱۹۹۶ در گاربزن آلمان درگذشت.